# Uroš Elezović
Uroš Elezović (serbisch-kyrillisch Урош Елезовић; * 28. Januar 1982 in Banja Luka, SFR Jugoslawien) ist ein ehemaliger serbischer Handballspieler. Er wurde im Jahr 2013 zu Serbiens Handballer des Jahres gewählt.

## Karriere

### Verein
Der 1,92 m große linke Rückraumspieler spielte in der Bundesrepublik Jugoslawien bzw. Serbien und Montenegro für den RK Vrbas und den RK Sintelon. In der Saison 2006/07 lief er in Slowenien für den RK Trimo Trebnje auf. Anschließend wechselte er nach Frankreich zu Paris Saint-Germain. Nach zwei Jahren kehrte er nach Slowenien zu RD Koper zurück, mit dem er 2011 Meisterschaft und Pokal gewann. Im Februar 2012 unterschrieb er beim Schweizer Verein Kadetten Schaffhausen, mit dem er am Saisonende die Schweizer Meisterschaft feierte. In der Saison 2012/13 spielte er zunächst wieder für Vrbas, ehe er im Dezember 2012 zum RK Vojvodina wechselte. Mit der Mannschaft aus Novi Sad wurde Elezović 2013, 2014 und 2015 serbischer Meister sowie 2015 serbischer Pokalsieger. In Katar lief er für Lekhwiya SC auf, bevor er nach einer Station bei Vojvodina im Januar 2017 zum israelischen Klub AS SGS Ramat haScharon wechselte. In der Spielzeit 2017/18 war er je ein halbes Jahr für den ungarischen Verein Ceglédi KKSE und den serbischen Verein Dinamo Pančevo aktiv. In seinem letzten Karrierejahr spielte er erneut für Vrbas und zum Abschluss für RK Proleter Zrenjanin.

### Nationalmannschaft
Mit der serbischen A-Nationalmannschaft belegte Uroš Elezović den 15. Platz bei der Europameisterschaft 2016, blieb dabei aber in drei Einsätzen ohne Torerfolg. Er bestritt mindestens sieben Länderspiele, in denen er zwei Tore erzielte.

## Privates
Sein Vater Jovica Elezović wurde mit der jugoslawischen Handballnationalmannschaft Olympiasieger 1984 und Weltmeister 1986.